# Sébastien Le Prestre de Vauban

Frankrijk met de vestingen van Vauban, die tot het werelderfgoed behoren

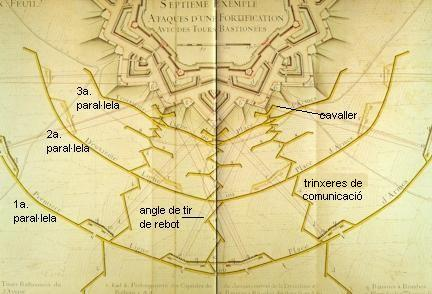
Aanvalsplan van Vauban met lange loopgraven parallel aan de vestingwerken

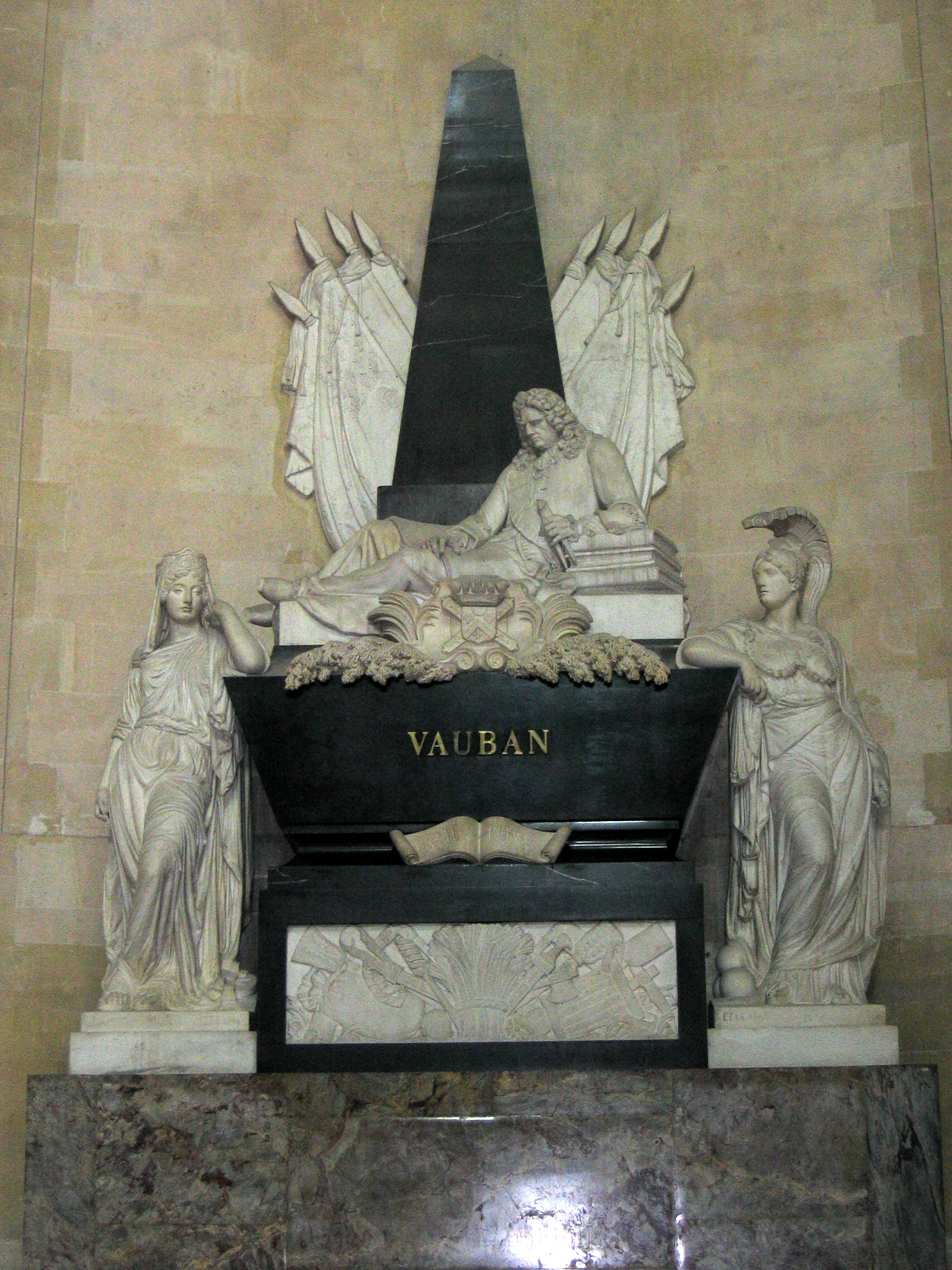
Monument voor Vauban in het Hôtel des Invalides

Sébastien Le Prestre, of Prêtre, Seigneur de Vauban (Saint-Léger-de-Foucheret, 15 mei 1633 – Parijs, 30 maart 1707) was een bekend bouwmeester in Frankrijk van vestingwerken. Hij leefde in de tijd van koning Lodewijk XIV en voerde diens opdrachten uit. Vauban heeft een zeer groot aantal verdedigingswerken gebouwd en verbeterd, die samen een linie vormden langs de toenmalige grenzen van Frankrijk. In 2008 werden twaalf van de door hem gebouwde vestingen door de UNESCO tot werelderfgoed verklaard.
Hij was een maarschalk van Frankrijk.

## Biografie
Vauban werd geboren in het tegenwoordig naar hem genoemde Saint-Léger-Vauban. Vroeger heette dit Saint-Léger-de-Foucheret. Zijn vader Urbain le Prestre, geboren in 1603, huwde in 1630 Edmée Carmignolles en drie jaar later werd Sébastien geboren. Zijn familie was van lage adel. Zijn vader overleed in 1652 en liet weinig na aan Sébastien en zijn zus. Door een reeks van omstandigheden werd hij verder door de Karmelieten in het nabije Semur-en-Auxois opgevoed. Hier werd hij onderwezen in wiskunde, wetenschap en de geometrie.
Op 17-jarige leeftijd ging Vauban dienen onder de Prins van Condé. In 1652 werkte hij aan de versterkingen bij Clermont-en-Argonne en een jaar later was hij actief betrokken bij het beleg van Sainte-Menehould. Hier zwom hij tijdens de aanval de rivier over onder vijandelijk vuur. Wegens zijn getoonde dapperheid kreeg hij een commissie aangeboden (= aanbod om officier te worden), maar deze weigerde hij vanwege zijn armoede. In 1653 werd hij door de koninklijke troepen gevangengenomen. Tijdens zijn gevangenschap overtuigde Jules Mazarin hem ervan om de koning te steunen. In 1655 werd hij door Lodewijk XIV benoemd tot de koninklijke ingenieur (Frans: Ingénieur ordinaire de Roi). Tussen 1653 en 1659 nam hij deel aan 14 belegeringen en werd hierbij diverse malen gewond.
In 1660 huwde hij Jeanne d'Osnay. Haar vader was van oude adel, maar had geen geld. In het huwelijkscontract gaf hij zijn schoonvader geld om zijn schulden af te lossen. Het contract werd op 25 maart 1660 getekend en Sébastien zijn moeder en zus waren allebei afwezig. Vauban vertrok al snel, en de twee zagen elkaar weinig tot haar dood in 1705. Ze kregen twee dochters, Charlotte en Jeanne Françoise, en een zoon die kort na de geboorte overleed.
Vanaf 1662 gaf Lodewijk XIV hem de opdracht om steden en legerplaatsen te versterken, te beginnen met Duinkerke en Rijsel, toen nog Vlaamse steden die Vauban in slechts negen dagen tijd had ingenomen. Daarna was Vauban actief betrokken tijdens de belegeringen gedurende de Hollandse Oorlog, waaronder het beleg van Maastricht en van Ieper.
Na de dood van Louis Nicolas de Clerville in 1677 werd Vauban commissaris-generaal van de Franse vestingen en na de Vrede van Nijmegen werd hij verantwoordelijk voor het versterken van de nieuwe noordgrens van Frankrijk. Hier richtte hij zijn befaamde pré carré in, een militaire bufferzone bestaande uit een dubbele verdedigingslinie van dertig versterkte steden (Duinkerke, Grevelingen, Bergues, Veurne, Ieper, Menen, Rijsel, Arras, Doornik, Condé-sur-l'Escaut, Valenciennes, Le Quesnoy, Maubeuge, Philippeville, Dinant en in het noordwesten tot aan Givet en Stenay in het noordoosten). Daarvoor bouwde hij verschillende nieuwe forten terwijl oude vestingen werden versterkt of gesloopt. De pré carré werd voor het eerst tijdens de Spaanse Successieoorlog gebruikt en bewees al snel zijn waarde.
Tijdens de Negenjarige Oorlog stond hij tijdens het beleg van Namen in 1692 tegenover zijn grootste concurrent in het bouwen van fortificaties: Menno van Coehoorn. Vauban had de aanval zorgvuldig uitgewerkt en beschoot de citadel van hoger gelegen grond. De stad viel na een beleg van 30 dagen. Coehoorn had zich teruggetrokken in het hoogst gelegen fort, waar hij raakte gewond. Het fort gaf zich daarna over en Vauban nam de stad in. Vauban sprak korte tijd later met Coehoorn. Coehoorn gaf zelf de voorkeur aan een directe aanval, ongeacht de verliezen. Vauban koos voor een voorzichtige aanpak, met lange loopgraven langs de vesting waardoor de aanvallers lange tijd buiten schot bleven en de aanval over een breed front kon worden ingezet. Dit leidde tot minder verliezen mede omdat de verdediging zijn inzet niet kon concentreren.
Met de Vrede van Rijswijk (1697) werden kleine grenscorrecties in het oosten van het land noodzakelijk. Alt-Breisach viel de Duitsers toe en een brug over de Rijn maakte Frankrijk op dit punt kwetsbaar. Besloten werd een nieuwe vestingstad te bouwen ten westen van de rivier, dit werd Neuf-Brisach. Vauban maakte hiervoor de plannen. Het werd een bijzonder grote vesting met uitgebreide verdedigingswerken en het werk kwam pas in 1708 gereed.
In januari 1703 werd hij gepromoveerd tot maarschalk van Frankrijk. Korte tijd later was hij nog betrokken bij het beleg van Breisach am Rhein. Vauban haalde de overwinning, maar zijn ster was dalende. Zijn collega's in het leger waren jaloers en de koning was minder loyaal, in 1704 en 1705 was Vauban niet betrokken bij militaire acties.
Naast zijn militaire werken heeft hij ook advies gegeven aan civiele werken zoals het aquaduct van Maintenon in het Canal de l'Eure, een onvoltooid kanaal om het paleis van Versailles van water te voorzien. Omstreeks 1690 gaf hij advies over het Canal du Midi, een kanaal over Frans grondgebied tussen de Middellandse Zee en de Atlantische Oceaan. Vauban bracht omstreeks 1706 een boekje uit met een nieuw plan om de belastingen te hervormen. Hij stelde een rechtvaardige verdeling van de lasten voor waarbij de standensamenleving werd aangevallen omdat de adel en de kerken nauwelijks of geen belasting betaalden. De koning was niet van tevoren op de hoogte gesteld en hij was zeer verbolgen. Hij verbood de publicatie, maar liet Vauban verder met rust. De koning kon Vauban niet in de gevangenis zetten omdat zijn militaire verdiensten voor het land te groot waren, maar de relatie liep wel schade op.
Vauban overleed op 30 maart 1707 in Parijs aan een longontsteking. Hij werd zonder enig eerbetoon begraven in de Église Saint-Hilaire van Bazoches. Na een besluit van Napoleon in 1808 ligt zijn hart in het Hôtel des Invalides in Parijs, waar veel andere prominente Franse militairen zijn begraven.

## Werelderfgoed en overige fortificaties
- Vestingwerken van Vauban